# Mario Lemme
Mario Lemme (Vasto, 21 marzo 1973) è un allenatore di calcio ed ex calciatore italiano, di ruolo centrocampista.

## Carriera

### Giocatore
Cresce nella Vastese dove gioca in Serie D ed in Serie C2 prima di passare alle giovanili del Cesena e del Parma.
Nel 1992 milita nel Vicenza che ottiene la promozione dalla Serie C1 alla Serie B. In maglia biancorossa colleziona 10 presenze e nessun gol.
La stagione successiva è la sua prima in Serie B, con la maglia del Cosenza. Esordisce in cadetteria il 5 settembre 1993 nella gara Cosenza-Palermo (1-0). Il suo rendimento è altalenante, in rossoblu colleziona in campionato 28 presenze con 3 gol all'attivo.
Inizia l'annata seguente nel Parma, con la cui maglia non disputa gare di campionato ma gioca per intero una partita di Coppa Italia (Perugia-Parma 1-0 del 21 settembre 1994) ed il 20 ottobre 1994 esordisce in Coppa UEFA, entrando in campo all'84' della gara in trasferta contro l'AIK, vinta per 1-0 dagli emiliani, che poi si aggiudicheranno il trofeo.
Da allora gioca nella serie cadetta, trasferendosi il mese successivo alla Salernitana allenata da Delio Rossi, con cui sfiora la promozione in A; mentre nella stagione seguente è in forza all'Ancona dove realizza 3 reti in 31 incontri.
Nel 1996 scende in Serie C1 per vestire la maglia della Fidelis Andria, segnando 16 gol (nella sua stagione più prolifica) con i quali contribuisce alla vittoria del campionato della squadra biancoazzurra, che torna a giocare in Serie B, categoria nella quale Lemme militerà l'anno successivo sempre con i pugliesi.
In seguito continua a militare in Serie B con le maglie di Reggiana, Monza e Savoia.
Dal 2000 torna a calcare i campi di Serie C: nel Modena, nella Fermana, nel Pescara e nel Giulianova.
Chiuderà la carriera giocando in Serie D con varie società abruzzesi.
Durante la sua attività ha disputato 150 gare in Serie B, andando a segno 14 volte.

### Allenatore
Dal 1º ottobre 2013 fino al termine della stagione è stato l'allenatore della Vastese, nel campionato di Eccellenza abruzzese, concludendo il torneo al quinto posto in classifica. Nel 2019 allena le giovanili della Pro Vasto , dal 2022 alla Vigor Don Bosco

## Statistiche

### Presenze e reti nei club
| Stagione              | Squadra               | Campionato            | Campionato | Campionato | Coppe nazionali | Coppe nazionali | Coppe nazionali | Coppe continentali | Coppe continentali | Coppe continentali | Altre coppe | Altre coppe | Altre coppe | Totale | Totale |
| Stagione              | Squadra               | Comp                  | Pres       | Reti       | Comp            | Pres            | Reti            | Comp               | Pres               | Reti               | Comp        | Pres        | Reti        | Pres   | Reti   |
| --------------------- | --------------------- | --------------------- | ---------- | ---------- | --------------- | --------------- | --------------- | ------------------ | ------------------ | ------------------ | ----------- | ----------- | ----------- | ------ | ------ |
| 1989-1990             | Vastese               | Int.                  | 1          | 0          | CI-D            | ?               | ?               | -                  | -                  | -                  | -           | -           | -           | 1+     | 0+     |
| lug.-ott. 1990        | Vastese               | C2                    | 4          | 1          | CI-C            | ?               | ?               | -                  | -                  | -                  | -           | -           | -           | 4+     | 1+     |
| nov. 1992-1993        | Vicenza               | C1                    | 10         | 0          | CI+CI-C         | 0+?             | 0+?             | -                  | -                  | -                  | -           | -           | -           | 10+    | 0+     |
| 1993-1994             | Cosenza               | B                     | 29         | 3          | CI              | 2               | 0               | -                  | -                  | -                  | -           | -           | -           | 31     | 3      |
| lug.-nov. 1994        | Parma                 | A                     | 0          | 0          | CI              | 1               | 0               | CU                 | 1                  | 0                  | -           | -           | -           | 2      | 0      |
| nov. 1994-1995        | Salernitana           | B                     | 14         | 1          | CI              | -               | -               | -                  | -                  | -                  | -           | -           | -           | 14     | 1      |
| 1995-1996             | Ancona                | B                     | 31         | 3          | CI              | 1               | 0               | -                  | -                  | -                  | -           | -           | -           | 32     | 3      |
| 1996-1997             | Fidelis Andria        | C1                    | 26         | 16         | CI-C            | ?               | ?               | -                  | -                  | -                  | -           | -           | -           | 26+    | 16+    |
| 1997-1998             | Fidelis Andria        | B                     | 30         | 2          | CI              | 4               | 0               | -                  | -                  | -                  | -           | -           | -           | 34     | 2      |
| Totale Fidelis Andria | Totale Fidelis Andria | Totale Fidelis Andria | 56         | 18         |                 | 4+              | 0+              |                    | -                  | -                  |             | -           | -           | 60+    | 18+    |
| lug.-dic. 1998        | Reggiana              | B                     | 17         | 3          | CI              | 2               | 0               | -                  | -                  | -                  | -           | -           | -           | 19     | 3      |
| gen.-giu. 1999        | Monza                 | B                     | 16         | 1          | CI              | -               | -               | -                  | -                  | -                  | -           | -           | -           | 16     | 1      |
| lug.-dic. 1999        | Savoia                | B                     | 15         | 1          | CI              | 1               | 0               | -                  | -                  | -                  | -           | -           | -           | 16     | 1      |
| gen.-giu. 2000        | Modena                | B                     | 12         | 0          | CI-C            | -               | -               | -                  | -                  | -                  | -           | -           | -           | 12     | 0      |
| 2000-2001             | Fermana               | C1                    | 27         | 8          | CI+CI-C         | 3+?             | 1+?             | -                  | -                  | -                  | -           | -           | -           | 30+    | 9+     |
| 2001-2002             | Fermana               | C1                    | 22         | 3          | CI-C            | ?               | ?               | -                  | -                  | -                  | -           | -           | -           | 22+    | 3+     |
| Totale Fermana        | Totale Fermana        | Totale Fermana        | 49         | 11         |                 | 3+              | 1+              |                    | -                  | -                  |             | -           | -           | 52+    | 12+    |
| lug.-dic. 2002        | Pescara               | C1                    | 10         | 1          | CI+CI-C         | 0+?             | 0+?             | -                  | -                  | -                  | -           | -           | -           | 10+    | 1+     |
| lug.-dic. 2002        | Giulianova            | C1                    | 8          | 2          | CI-C            | -               | -               | -                  | -                  | -                  | -           | -           | -           | 8      | 2      |
| 2003-2004             | Pro Vasto             | D                     | 13         | 4          | CI-D            | ?               | ?               | -                  | -                  | -                  | -           | -           | -           | 13+    | 4+     |
| Totale Pro Vasto      | Totale Pro Vasto      | Totale Pro Vasto      | 18         | 5          |                 | ?               | ?               |                    | -                  | -                  |             | -           | -           | 18+    | 5+     |
| 2004-2005             | Tivoli                | D                     | 28         | 12         | CI-D            | ?               | ?               | -                  | -                  | -                  | -           | -           | -           | 28+    | 12+    |
| 2005-2006             | Val di Sangro         | D                     | 26         | 6          | CI-D            | ?               | ?               | -                  | -                  | -                  | -           | -           | -           | 26+    | 6+     |
| 2006-2007             | Pescina VG            | D                     | 24         | 2          | CI-D            | ?               | ?               | -                  | -                  | -                  | -           | -           | -           | 24+    | 2+     |
| Totale carriera       | Totale carriera       | Totale carriera       | 363        | 69         |                 | 14+             | 1+              |                    | 1                  | 0                  |             | -           | -           | 378+   | 70+    |

## Palmarès

### Club

#### Competizioni nazionali
- Coppa Italia: 1

Parma: 1991-1992
- Campionato italiano Serie C1: 2

Vicenza: 1992-1993
Fidelis Andria: 1996-1997
- Campionato italiano Serie D: 1

Pescina Valle del Giovenco: 2006-2007
- Campionato Interregionale: 1

Vastese: 1989-1990